# Lisette Thöne
Lisette Thöne (ur. 2 marca 1988 w Neuss) – niemiecka bobsleistka, złota medalistka mistrzostw świata.

## Kariera
Największy sukces w karierze osiągnęła w 2015 roku, kiedy wspólnie z kolegami i koleżankami z reprezentacji zdobyła złoty medal w zawodach drużynowych na mistrzostwach świata w Winterbergu. Była też między innymi piąta w dwójkach podczas rozgrywanych dwa lata wcześniej mistrzostw świata w Sankt Moritz. W zawodach Pucharu Świata zadebiutowała 2 grudnia 2011 roku w Igls, zwyciężając w dwójkach. Jak dotąd nie startowała na igrzyskach olimpijskich.